# Kemohjerne
Kemohjerne er en dansk TV-serie, som havde premiere på TV 2 d. 19. oktober 2019.
Serien er en lavbudgetsserie, som blev produceret af Splay One og blev lanceret i sammenhæng med indsamlingsshowet Knæk Cancer på TV 2.
Serien blev som den første danske serie nogensinde udtaget til Sundance Film Festival i året 2020. Serien er skrevet af Kristian Håskjold og Johan Wang. Alle afsnit er instrueret af Kristian Håskjold.

## Handling
Oliver er 28 år. Han studerer, hygger sig og drikker øl med vennerne, og så er han lige begyndt at date Signe. Han lever kort sagt et ret perfekt liv. Men en scanning på Rigshospitalet vender op og ned på alting. Hvad han troede var lidt ondt i ryggen, viser sig at være testikelkræft. Fra det ene øjeblik til det andet, handler livet ikke længere om, hvad han har, men om alt det, han kan miste; Signe, sig selv - og måske livet.
Sammen med sin far og vennen, Emil forsøger Oliver at holde fast i sit gamle liv, mens han starter op på kemoterapi. Men det er ikke let at holde humøret højt og bevare troen på en rask fremtid.
Mens verden kører videre udenfor Rigets mure, øges Olivers angst og frustration. Men kan han nægte at lade kræftsygdommen vinde? Og kan han vinde kærligheden tilbage, efter alt der er sket?

## Medvirkende
| Skuespiller       | Rolle         |
| ----------------- | ------------- |
| Adam Ild Rohweder | Oliver        |
| Karoline Brygmann | Eva           |
| Mathilde Passer   | Sygeplejerske |
| Mads Reuther      | Emil          |
| Stephanie Nguyen  | Signe         |
| Jens Jørn Spottag | Olivers far   |
| Ditte Gråbøl      | Læge          |
| Claus Flygare     | Ældre mand    |
| Birgitte Raaberg  | Kirurg        |
| Rasmus Flensborg  | Karl          |

## Modtagelse

### Anmeldelser
Serien blev godt modtaget og modtog alt fra 4-6 stjerner fra de danske medier. Soundvenue gav 4 stjerner. Filmmagasinet Ekko gav 4 stjerner. Vielskerserier.dk gav 6 stjerner.
Serien blev som den første danske serie nogensinde udtaget til Sundance Film Festival i året 2020. Om udvælgelsen af serien skriver festivalen: "Danish filmmaker Kristian Håskjold crafts this story with an intimate touch, bringing to light a diagnosis that is a dark reality for many. Drawing out the authenticity of a specific experience, he’s created a journey rich with relatable interactions, unexpected physical and emotional revelations, and a quiet reflection on life."